# Revere (Olaszország)
Revere (lombardul: Réar) település Olaszországban, Lombardia régióban, Mantova megyében. Lakosainak száma 2468 fő (2018. január 1.). Revere Magnacavallo, Borgofranco sul Po, Pieve di Coriano, Serravalle a Po, Villa Poma és Ostiglia községekkel határos.

## Népesség
A település lakossága az elmúlt években az alábbi módon változott:

| 2017 | 2 508 |
| 2018 | 2 468 |